# Улан (Сандиктауський район)
Ула́н (каз. Ұлан) — село у складі Сандиктауського району Акмолинської області Казахстану. Входить до складу Васильєвського сільського округу.
Населення — 315 осіб (2021; 484 у 2009, 776 у 1999, 1190 у 1989).
Національний склад станом на 1989 рік:
- росіяни — 42 %;
- казахи — 31 %.

До 2006 року село називалося Острогорка.